# Eubie Blake
Eubie Blake (Baltimore, 1887. február 7. – Brooklyn, 1983. február 12.) amerikai dzsesszzongorista. Noble Sissle-vel együtt írta a Shuffle Along című musicalfilmet, az első Broadway-musicalt, amelyet afro-amerikaiak hoztak létre.

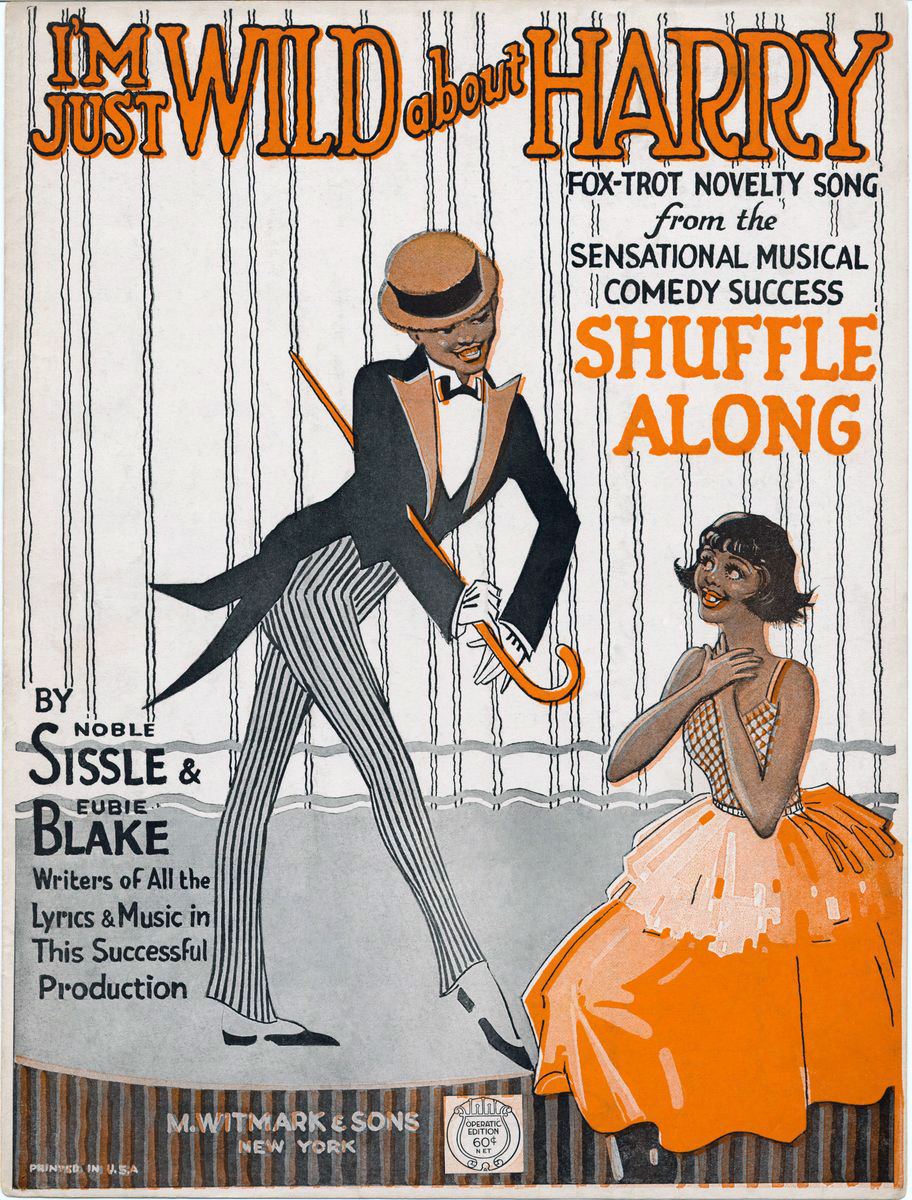
Egy kotta borítója 1921-ből

## Pályafutása
A volt rabszolgák voltak a szülei, akiknek nyolc gyermeke közül egyedül ő élte túl a csecsemőkort.
Blake zenei képzése négy-öt éves korában kezdődött. Egyszer, amikor anyjával vásárolni ment, betévedtek egy zeneboltba, ahol a gyerek felmászott egy orgonához és kvázi elkezdett játszani rajta.
75 dollárért vettek neki egy pumpás láborgonát heti 25 centes részletfizetésre. Hétéves korától a metodista egyház orgonistájája oktatta. 15 évesen (szülei tudta nélkül) zongorázni kezdett egy bordélyházban. 1907-ben a világbajnok ökölvívó, Joe Gans zongorázni hívta klubjába, az első baltimore-i fekete klubba. Ott játszott 1907 és 1914 között, miközben zeneszerzést is tanult. 1915-re megtanulta a kottaírást.
1917-ben készítette első felvételeit a Pathé kiadó számára piano roll tekercsekhez. Az 1920-as években a Victor és az Emerson kiadóknál készültek felvételei. 1923-ban kisérlet három hangosfilm készítésében vett részt. Ezeket a filmeket a Kongresszusi Könyvtár őrzi. Szerepelt a Warner Brothers 1932-es Pie című rövidfilmjében. Ugyanebben az évben ő zenekarával a Harlem Is Heaven című film zenéjének zöme fűződik a nevéhez.
1923-ban három kisérleti hangosfilm készítésében vett részt. Ezeket a filmeket a Kongresszusi Könyvtár őrzi. Szerepelt a Warner Brothers 1932-es Pie című rövidfilmjében. Ugyanebben az évben ő zenekarával a Harlem Is Heaven című film zenéjének zöme fűződik a nevéhez.
Miközben a második világháború alatt zenekarvezetőként szolgált. 1946-ban  visszavonult fellépésektől és beiratkozott a New York-i Egyetemre. Itt zeneszerzést tanult, közben érettségizett.
Megbetegedett fuberkulózisban, ami 58 éves korában végzett vele.

## Lemezek
- 1903: Charleston Rag (Sounds of Africa)
- 1907: Kitchen Tom
- 1907: Brittwood Rag
- 1910: The Baltimore Todolo
- 1910: Poor Jimmy Green
- 1910: Poor Katie Rad
- 1910: Novelty Rag
- 1911: Tickle the Ivories
- 1914: Ragtime Rag
- 1914: The Chevy Chase
- 1914: Fizz Water
- 1914: Classic Rag
- 1915: Baltimore Buzz
- 1916: Bugle Call Rag
- 1919: Blue Rag in Twelve Keys
- 1919: Black Keys on Parade
- 1921: Fare Thee Honey Blues
- 1921: It's Right Here for You
- 1923: That Syncopated Charleston Dance
- 1923: Rain Drops
- 1930: Memories of You
- 1935: Butterfly
- 1935: Truckin' On Down
- 1936: Blue Thoughts
- 1945: Boogie Woogie Beguine
- 1949: Dicty's On Seventh Avenue
- 1950: Capricious Harlem
- 1958: Hot Feet
- 1959: Tricky Fingers
- 1959: Ragtime Toreador
- 1969: Eubie's Boogie
- 1971: Troublesome Ivories
- 1971: Melodic Rag
- 1971: Novelty Rag
- 1972: Eubie Dubie
- 1972: Eubie's Classical Rag
- 1972: Valse Marion
- 1973: Rhapsody in Ragtime
- 1974: Randi's Rag
- 1975: Betty Washboard's Rag

## Díjak
1969: Grammy-díj – jelölés

1972: Omega Psi Phi Scroll of Honor

1974: Doctor of Fine Arts, Rutgers University

1974: Doctor of Humane Letters, Dartmouth College

1978: Doctor of Fine Arts, University of Maryland

1979: Doctor of Music, Morgan State University

1980: George Peabody Medal, Johns Hopkins University

1981: Elnöki Szabadság Érdemrend Ronald Reagan-től 

1982: Doctor of Music, Howard University

1995: United States Postal Service stamp issued in his honor

1995: Induction into the American Theatre Hall of Fame, New York City

1998: James Hubert Blake High School in Cloverly, Maryland

2006: The album The Eighty-Six Years of Eubie Blake